# Kaleva (Michigan)
Pour les articles homonymes, voir Kaleva (homonymie).
Kaleva est un village du comté de Manistee, dans l'État du Michigan, aux États-Unis. En 2020, il comptait une population de 507 habitants.